# Chronologie du beach soccer
Cette page propose un accès chronologique aux événements ayant marqué l'histoire du beach soccer.

## Débuts (avant 1995)

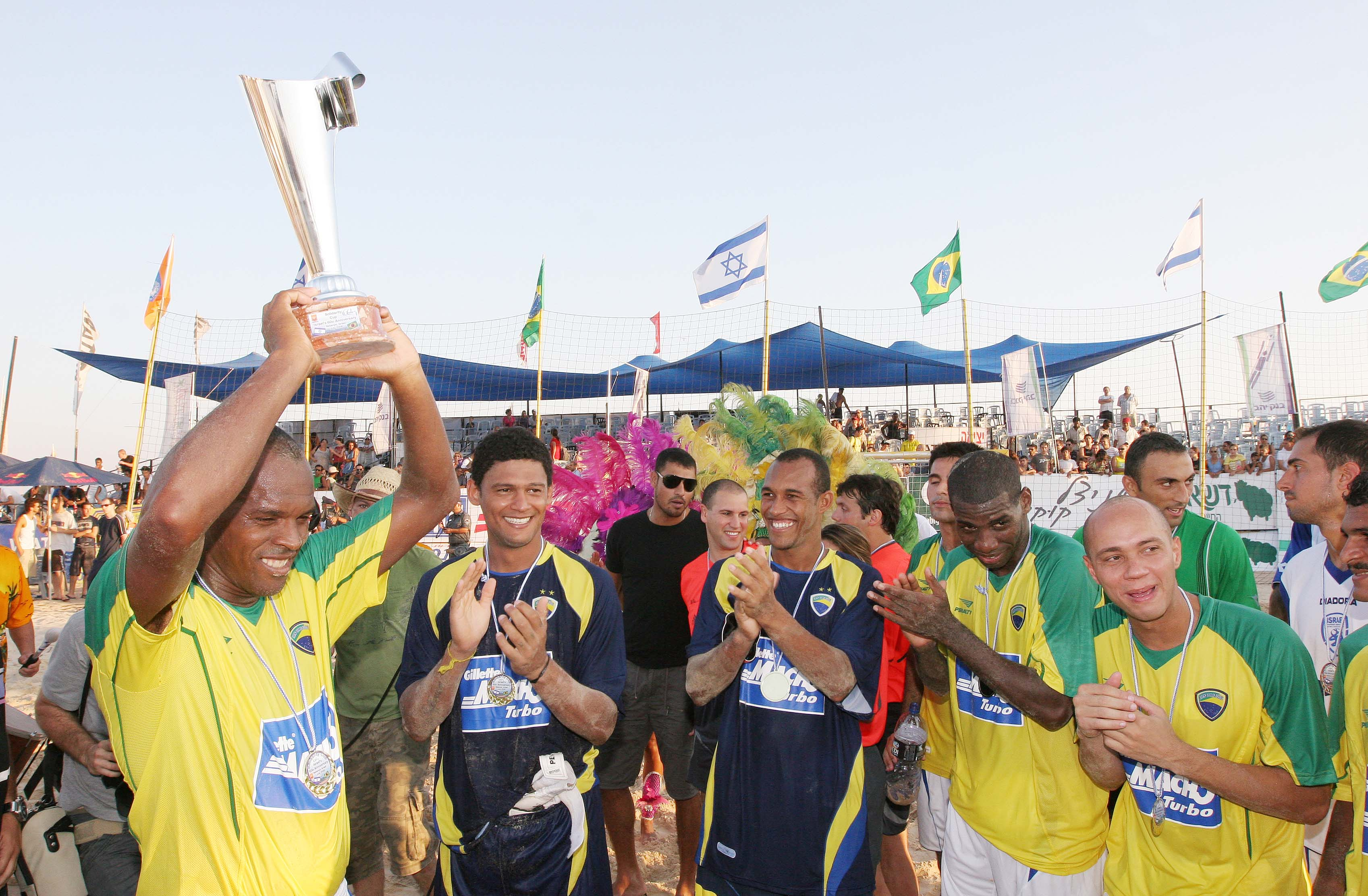
Le Brésil domine outrageusement les premières compétitions internationales.

- 1992 : Écriture des Lois du beach soccer par la Beach Soccer Worldwide[1].
- 1993 : Premier tournoi international à Miami[2].
- 1994 : Mise en place du BSWW Mundialito[3] et la Copa América[4], le Brésil remporte les deux compétitions.

## Règne du Brésil (1995-1999)
- 1995 : Première édition du Championnat du monde à Rio de Janeiro[2]. Le Brésil remporte son premier titre de champion du monde.
- 1996 : Tour du monde du Brésil, pour la promotion du beach soccer.
- 1997 : Début du Championnat des États brésiliens[5].
- 1998 : Création de la Coupe latine[6], remportée par le Brésil, ainsi que du Championnat (pour l'Allemagne) et de la Coupe d’Europe (pour le Portugal). Les États-Unis remporte le BSWW Mundialito.
- 1999 : Mise en place d'un championnat italien non officiel, Cavalieri del Mare remporte la première édition.

## Révolte portugaise (2000-2004)

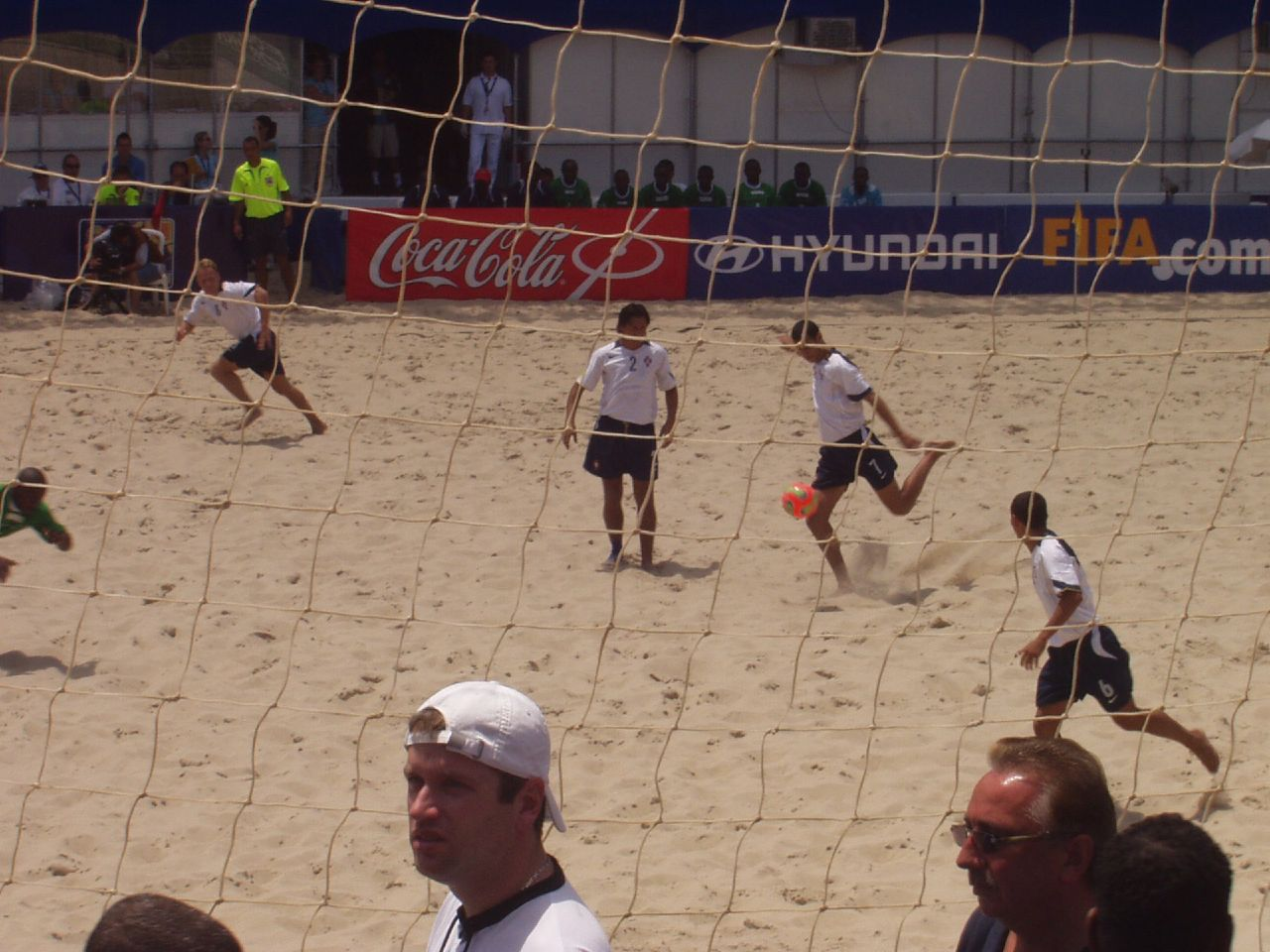
Le Portugal, principal adversaire des brésiliens au début des années 2000.

- 2000 : Le Portugal remporte sa première Coupe latine contre le Brésil[6].
- 2001 : Les portugais deviennent la première équipe à contrarier la suprématie brésilienne en Championnat du monde.
- 2002 : Le Portugal remporte son premier Championnat d'Europe après deux défaites perdues face à l'Espagne.
- 2003 : Les portugais remporte leur premier BSWW Mundialito après 4 finales de suite perdues contre le Brésil.
- 2004 : Le beach soccer passe sous l'égide de la FIFA. Le Brésil remporte 9 des 10 Championnats du monde.

## Retour du Brésil au premier plan (2005-2009)
- 2005 : Première édition de la Coupe du monde FIFA toujours au Brésil[7], elle est remportée par la France. Création d'un championnat sur le continent américain.
- 2006 : Mise en place des tournois continentaux faisant office de qualifications pour la Coupe du monde en Amérique du Sud, du Nord, Océanie, d'Afrique et Asie.
- 2007 : Première édition de la Coupe des Nations qui va au Brésil.
- 2008 : Mise en place de qualifications européennes pour la Coupe du monde. La France en accueille la première édition hors du Brésil.
- 2009 : Le Brésil remporte sa 13e Coupe du monde qui se déroulera maintenant tous les deux ans. Une deuxième division est créée dans le Championnat d'Europe[8].

## La Russie, roi du monde (2010-2015)
- 2010 : Le Chili remporte son premier trophée avec la Coupe latine[6].
- 2011 : Mise en place de la Coupe du monde des clubs[9], de la Copa Lagos et de la Coupe intercontinentale[10]. La Russie devient la 4e nation à remporter la Coupe du monde.
- 2012 : La Suisse remporte son premier Championnat d'Europe.
- 2013 : Première édition de la Coupe d'Europe des clubs, le club russe du Lokomotiv Moscou remporte la compétition[11]. L'équipe nationale conserve son titre de champion du monde[12].
- 2015 : Le Portugal accueille la 18e Coupe du monde[13].